# Leandro Castán
Leandro Castán da Silva (Jaú, 1986. november 5. –) volt brazil válogatott labdarúgó, az AS Roma hátvédje.

## Pályafutása
Castán az Atlético Mineiro tehetsége volt. Innen írt alá 2007-ben a Helsingborghoz. 2007. február 24-én debütált az Örebro ellen.A mérkőzést az Örebro nyerte 4-3-ra.2008. február 21-én szépítő találatot szerzett a PSV ellen az UEFA-kupa mérkőzés visszavágóján, azonban a PSV így is nyert 2-1-re , és kettős győzelemmel jutott a nyolcaddöntőbe.
2012-ben az AS Roma 5.000.000 Euró értékben vásárolta meg a Corinthianstól.Jó teljesítményének köszönhetően bekerült a kezdő tizenegybe.Első gólját a Fiorentina elleni mérkőzésen szerezte 2012. december 8-án , amelyen a Roma nyert 4-2-re.

## A válogatottban
2012. október 16-án, a Japán elleni barátságos mérkőzésen debütált a brazil válogatottban.

## Sikerei, díjai

### Klubcsapatokkal
- Atlético Mineiro:
  - Brazil másodosztály 2006

- Corinthians:
  - Copa Libertadores: 2010–11
  - Brazil bajnokság: 2010-2011

## Fordítás
- Ez a szócikk részben vagy egészben  a   Leandro Castán című angol Wikipédia-szócikk fordításán alapul.  Az eredeti cikk szerkesztőit annak laptörténete sorolja fel. Ez a jelzés csupán a megfogalmazás eredetét és a szerzői jogokat jelzi, nem szolgál a cikkben szereplő információk forrásmegjelöléseként.